# Astropatricia
Astropatricia is een geslacht van zeesterren uit de familie Goniasteridae.				

## Soort
- Astropatricia marita McKnight, 2006